# Línea telefónica

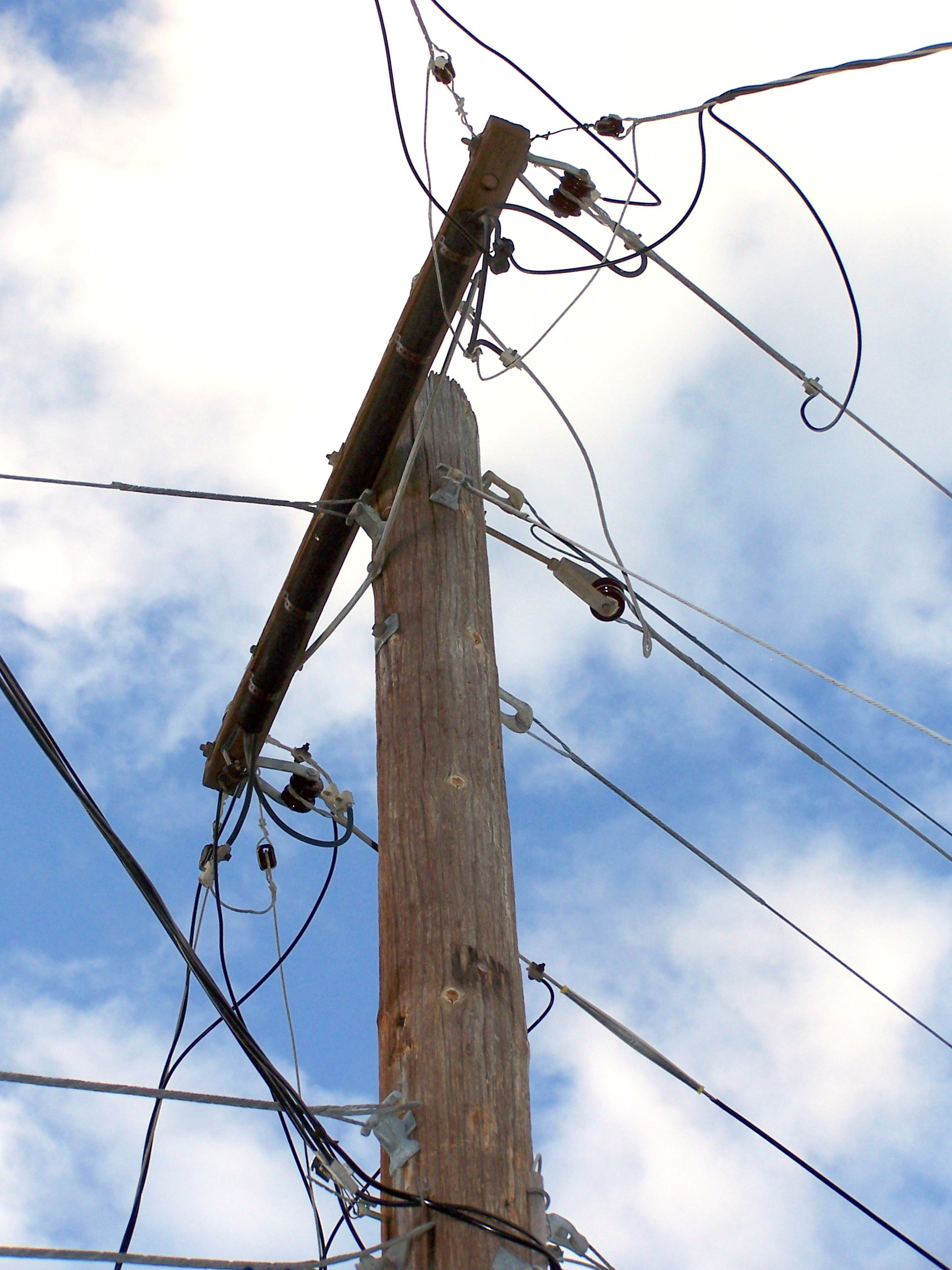
Cableado de la red telefónica en un poste.

Una “línea telefónica” o “circuito telefónico” es un circuito eléctrico de un sistema de telecomunicaciones por teléfono. Típicamente, se refiere a un cable físico u otro medio de transmisión de señales que conecte el aparato telefónico del usuario a la red de telecomunicaciones, y normalmente supone también un único número de teléfono asociado a dicho usuario para poder facturarle el servicio prestado.
En 1876 las primeras líneas eran simples conductores metálicos directamente conectados de un teléfono a otro con la Tierra como toma de tierra. Más tarde, en 1878, la compañía de teléfonos Bell Telephone Company llevó líneas, conocidas como bucle local, desde el teléfono de cada usuario a la centralita o central telefónica, que llevaba a cabo todos los intercambios eléctricos necesarios para permitir que las señales de voz fueran transmitidas a teléfonos.
Cuando se realiza una llamada local, la centralita conecta el bucle local al bucle de abonado del número marcado.
Los cables eran normalmente de cobre, aunque también se usó  aluminio, y se llevaban de dos en dos, separados aproximadamente 25 centímetros, sobre postes, y más tarde como cable de par trenzado de 2 hilos.
Las líneas modernas pueden ir bajo tierra a un conversor analógico-digital que convierte la señal analógica a digital para transmitirla por fibra óptica.
La mayoría de los hogares están conectados mediante conductores de cobre y conectores RJ-11.